# Fáfnismál
Fáfnismál ('digtet om Fafner' ; 'sangen om Fåvne') er et af heltedigtene
i den ældre Edda, hvis hovedindhold er en
samtale mellem Sigurd (Fafnersbane) og den til døden
sårede drage, Fáfnir, samt − efter dennes død −
mellem Sigurd og Regin, Sigurds fosterfader, som er dværgesmed og bror til Fafner og Odder.
Digtet ender med at lade nogle fugle give Sigurd råd med hensyn til,
hvad han skal gøre, nemlig ride lige til kong
Gjuke og ikke op på Hindarfjeld, hvor
Brynhild sover. Det er det skæbnesvangre møde
med hende fuglene ville hindre, men det var forgæves.
Digtet er i en fragmentarisk
tilstand med flere indskudte prosastykker. Det
hører til de yngre heltedigte fra slutningen af 10. århundrede.
Fáfnismál indgår i Codex Regius.

|  |  |